# Лъв, Лондонската зоологическа градина
„Лъв, Лондонската зоологическа градина“ (на френски: Lions, Jardin zoologique, Londres) е френски късометражен документален ням филм от 1896 година, продуциран от братята Люмиер и заснет от режисьора Александър Промио. На него се вижда мъжки лъв, който протяга лапата си през решетките на клетката, опитвайки се да сграбчи парче месо от ръцете на своя пазач. Филмът е част от поредица, включваща още тигри и пеликани, заснета в Лондонската зоологическа градина, която е една от най-ранните, представящи живота в дивата природа.

## Сюжет
Един мъжки лъв стои в непосредствена близост до решетките на клетката си в зоопарка. Той ревностно наблюдава как един униформен служител хвърля малки късчета храна на пода в клетката. Лъвът е раздвоен между събирането на храната и опита да достигне служителя, който е застанал в опасна близост до звяра, с лапа, протегната между решетките. На заден план се виждат огромни скали и тухлена стена, които са част от местообитанието на животното.